# Nassau-Hadamar

Het wapen van Nassau-Hadamar 1303-1394

Nassau-Hadamar was een tot de Nederrijns-Westfaalse Kreits behorend graafschap, en later vorstendom, binnen het Heilige Roomse Rijk.

## Inleiding
Het graafschap Nassau-Hadamar bestond gedurende twee periodes als deel van het graafschap Nassau. In de eerste periode bestond het uit de mark Hadamar (Oberhadamar), Ellar, Driedorf, de proosdij Dietkirchen, de Esterau met Isselbach, en (Bad) Ems. In de tweede periode bestond het uit o.a. Hadamar, de Esterau, Mengerskirchen, Ellar, Höhn, Rennerod, Seck en Obertiefenbach.

## Graafschap Nassau-Hadamar (1303-1394)
Het graafschap Nassau-Hadamar ontstond in 1303 door de eerste deling in de Ottoonse Linie tussen de drie overlevende zoons van graaf Otto I van Nassau: Hendrik I van Nassau-Siegen, Emico I van Nassau-Hadamar en Johan van Nassau-Dillenburg. Deze hadden hun vader in 1290 opgevolgd en tot dan gezamenlijk geregeerd. De verdeling in 1303 vond plaats na een lange geschil. Emico I verkreeg bij de verdeling de mark Hadamar (Oberhadamar), Ellar, Driedorf, de proosdij Dietkirchen, de Esterau met Isselbach, en (Bad) Ems. Emico I werd de stamvader van het huis Nassau-Hadamar.
In 1299 verwierf Emico I aanzienlijke bezittingen in de omgeving van Neurenberg, toen rooms-koning Albrecht I hem en zijn vrouw Anna de burcht Kammerstein, Schwabach, Altdorf bei Nürnberg, en de burcht en de plaats Kornburg verpandde. Emico liet Schwabach met een stadsmuur, gracht en palissaden versterken en verleende de plaats in 1303 marktrecht.

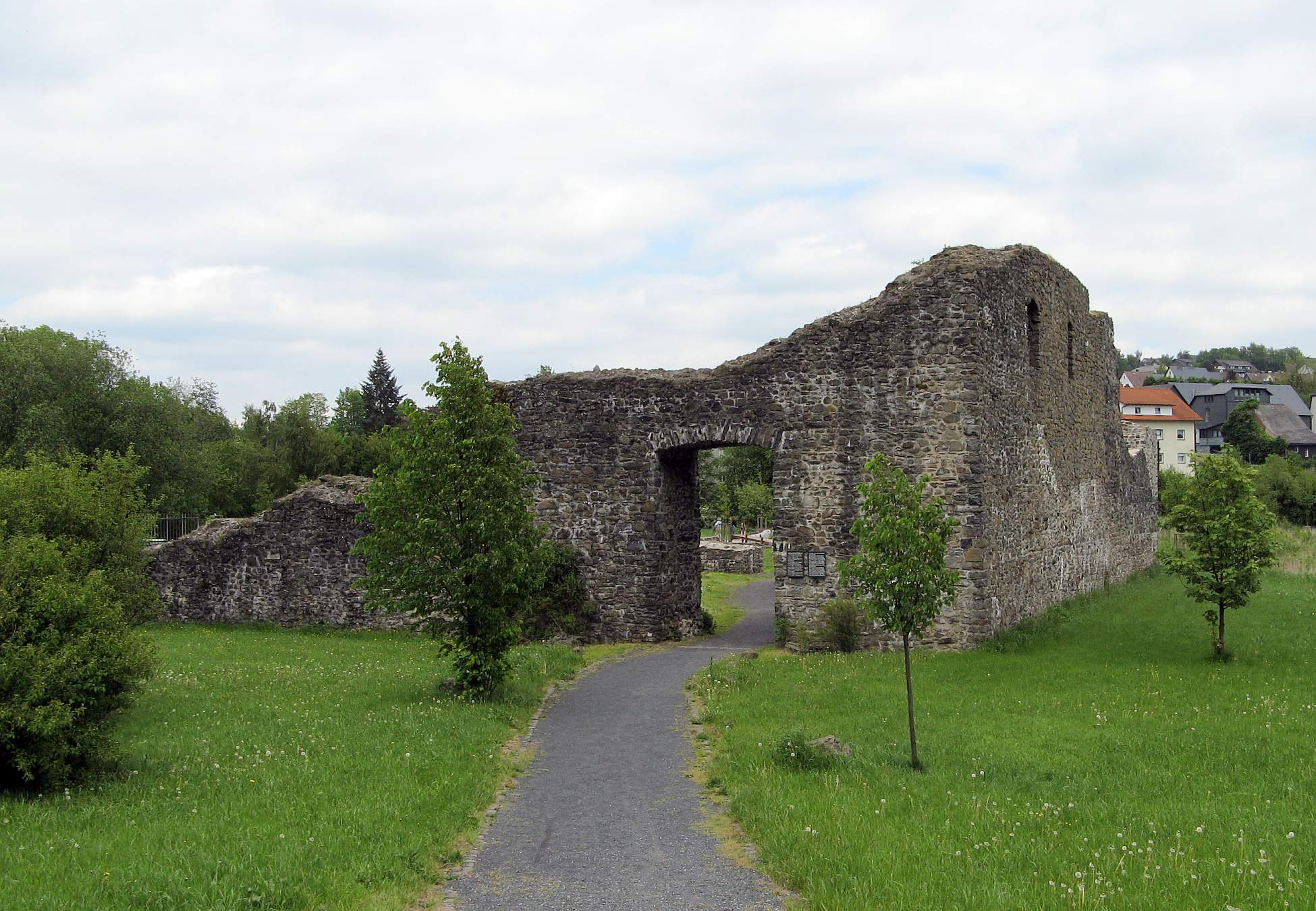
De ruïne van het Junkernschloss te Driedorf

Na de verdeling in 1303 was Emico's residentie het Junkernschloss in Driedorf, en in 1305 wist hij van rooms-koning Albrecht I de verlening van stadsrechten voor het bij het slot gelegen dorp Driedorf te verkrijgen. In 1316 kon hij het deel van Driedorf dat de heren van Greifenstein bezaten verwerven.
Op 18 december 1320 kocht Emico I de Musterhof met omvangrijke landerijen op de linkeroever van de Elbbach tegenover Hadamar van het klooster Eberbach. Het klooster verkocht hem tegelijkertijd ook de Sint-Ägidiuskerk. Hij liet de hof met een ten zuiden daarvan liggende hof tot het slot Hadamar uitbouwen en verlegde zijn residentie daarheen. In 1324 verleende koning Lodewijk de Beier de plaatsen Hadamar en Ems stadsrechten. Daarna versterkte Emico I het rond zijn slot ontstane deel van Hadamar, inclusief het slot, met een stadsmuur en grachten.

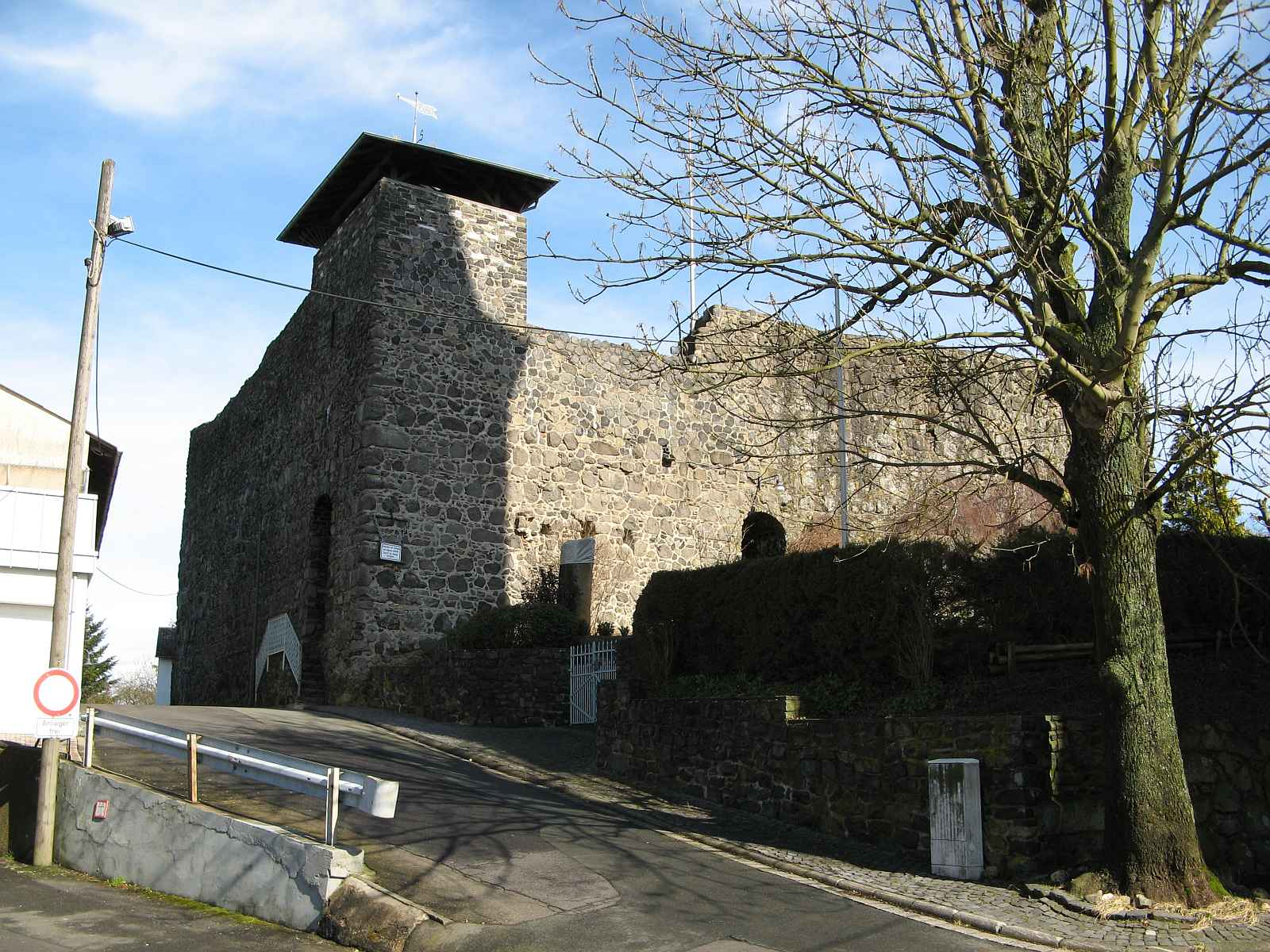
De ruïne van de burcht te Ellar

Johan van Nassau-Hadamar volgde in 1334 zijn vader Emico I op en zette de verwervingspolitiek van zijn vader voort. De heren van Westerburg verpandden hem in 1334 de helft van slot Schaumburg. Eveneens in 1334 kocht hij van Wittekind van Lichtenstein en diens zonen Werner, Johan en Wittekind hun aandeel van Driedorf. Nog belangrijker was het dat het Johan lukte op 28 maart 1337 het ambt Ellar, met zijn talrijke dorpen, de jurisdictie alsook het recht op de jacht en de visserij, en het bezit van hout en veld met alle inkomsten, van graaf Godfried van Diez en diens voor zijn vader regerende zoon Gerhard VI in pand te verwerven.
Sinds 1337 liet Johan zijn broer Emico II aan de regering deelnemen. Emico II verbleef meestal op de van zijn moeder Anna geërfde bezittingen in Kammerstein in Franken.
Vanaf ongeveer 1348 werd Johans regering echter vooral door verkopen, verpandingen en beleningen van zijn bezittingen bepaald, die hij uit geldnood ondernam. Oorzaak van zijn financiële moeilijkheden waren de talrijke vetes waaraan hij deelnam en die meestal alleen maar geld kostten. Ook zijn partijkeuze voor Karel IV tegen Lodewijk de Beier en daarna tegen Günther XXI van Schwarzburg was uiteindelijk in financieel opzicht niet lucratief. Weliswaar wees Karel IV Johan als schadeloosstelling voor de geleden oorlogskosten een jaarlijkse rente uit de belastinginkomsten uit de stad Wetzlar toe, maar deze rente schijnt niet of amper betaald te zijn geweest. In 1356 verleende de keizer Johan een aandeel in de rijntol te Oberlahnstein. Een andere, door zijn verwant Gerlach van Nassau, de aartsbisschop en keurvorst van Mainz, van Karel IV overgenomen schuld, moest in 1357 eveneens uit deze tol gedelgd worden. Johan ontving de overeengekomen betalingen echter slechts tijdelijk, zonder een volledige vergoeding van zijn kosten te krijgen.
Het Frankische familiebezit rond de burcht Kammerstein, die door keizer Karel IV in 1348 als schadeloosstelling in rijksleen aan Johan gegeven werd, werd na de dood van zijn broer Emico II in 1359 binnen enkele jaren compleet verkocht.
Hendrik van Nassau-Hadamar, die reeds sinds 1363, tijdens het leven van zijn vader Johan, in meerdere oorkonden als meerderjarig voorkomt, volgde zijn vader op in het inmiddels zeer verarmde graafschap Nassau-Hadamar. Hendrik liet, in ieder geval formeel, zijn jongere broer Emico III aan de regering deelnemen. In 1367 schonk Hendrik enkele goederen in Ober- en Niederlahnstein aan de Abdij van Arnstein.
Emico III had reeds tijdens het leven van zijn vader Johan aan enkele regeringszaken deelgenomen, en ook na het overlijden van zijn vader nam Emico III - in ieder geval formeel - met zijn oudere broer Hendrik deel aan de regering van het graafschap Nassau-Hadamar. Toen Hendrik reeds enkele jaren later kinderloos overleed, was Emico III de enige overgebleven zoon en daarmee de wettige opvolger. Hij was echter zwakzinnig en werd daarom als ongeschikt voor de regering beschouwd. Dus begon direct na het overlijden van Hendrik de Nassau-Hadamarse successiestrijd. Emico werd door zijn verwanten in de Abdij van Arnstein gestopt, terwijl dezen en landgraaf Hendrik II van Hessen om de erfenis streden.
Emico's zwager graaf Rupert van Nassau-Sonnenberg, gehuwd met Emico's zuster Anna, werd Emico's voogd en nam de regering in Nassau-Hadamar over. Tegelijkertijd maakte echter ook Emico's neef graaf Johan I van Nassau-Siegen, de senior van de Ottoonse Linie, erfaanspraken op Nassau-Hadamar. In 1371 kwam het tot een openlijke breuk tussen Rupert en Johan. Tijdens de daaropvolgende veertien jaar bestreden beiden elkaar in jarenlange vetes, die slechts tweemaal (in 1374 en 1382), na door derden bemiddelde kortdurende overeenkomsten, onderbroken werden. Tussen 1372 en 1374 werd de stad Nassau zo zwaar verwoest dat die voor enige tijd opgegeven werd. Pas een op 22 juni 1385 door bemiddeling van de Rijnlandse stedenbond tot stand gekomen overeenkomst, die de overeenkomsten van 1374 en 1382 in alle wezenlijke zaken bekrachtigde, bewees zich als enigermate houdbaar. Na het overlijden van Rupert op 4 september 1390 begon de strijd nagenoeg meteen opnieuw. Ruperts weduwe Anna hertrouwde vóór 11 januari 1391 met graaf Diederik VIII van Katzenelnbogen, en deze maakte direct aanspraak op Nassau-Hadamar. De strijd tussen Johan I van Nassau-Siegen en Diederik VIII van Katzenelnbogen sleepte zich tot 1408 voort.
Emico III zelf behield van zijn vaderlijke erfenis slechts zijn aandeel van kasteel Nassau en een jaarlijkse apanage. De laatste schijnt niet zeer overvloedig geweest te zijn want in de op 21 juni 1394 tussen Diederik VIII van Katzenelnbogen en Johan I van Nassau-Siegen gesloten overeenkomst verplichtte Johan zich voor Emico's onderhoud te zorgen zolang deze in Nassau was. Johan legde bij deze gelegenheid in een oorkonde ook vast dat hij het Hadamarse deel van Nassau, met alle toebehoren, in naam van Emico bezat, dat hij Emico als graaf van Nassau erkende en hem in het Hadamarse deel van Nassau zou laten huldigen.
Wanneer Emico III overleed, is niet bekend. Hij wordt voor de laatste maal in de bovengenoemde overeenkomst van 21 juni 1394 in een oorkonde vermeld. Met Emico III stierf het huis Nassau-Hadamar in mannelijke lijn uit. Het graafschap Nassau-Hadamar werd uiteindelijk verdeeld tussen Johan I van Nassau-Siegen en de graven van Katzenelnbogen.

### Regenten

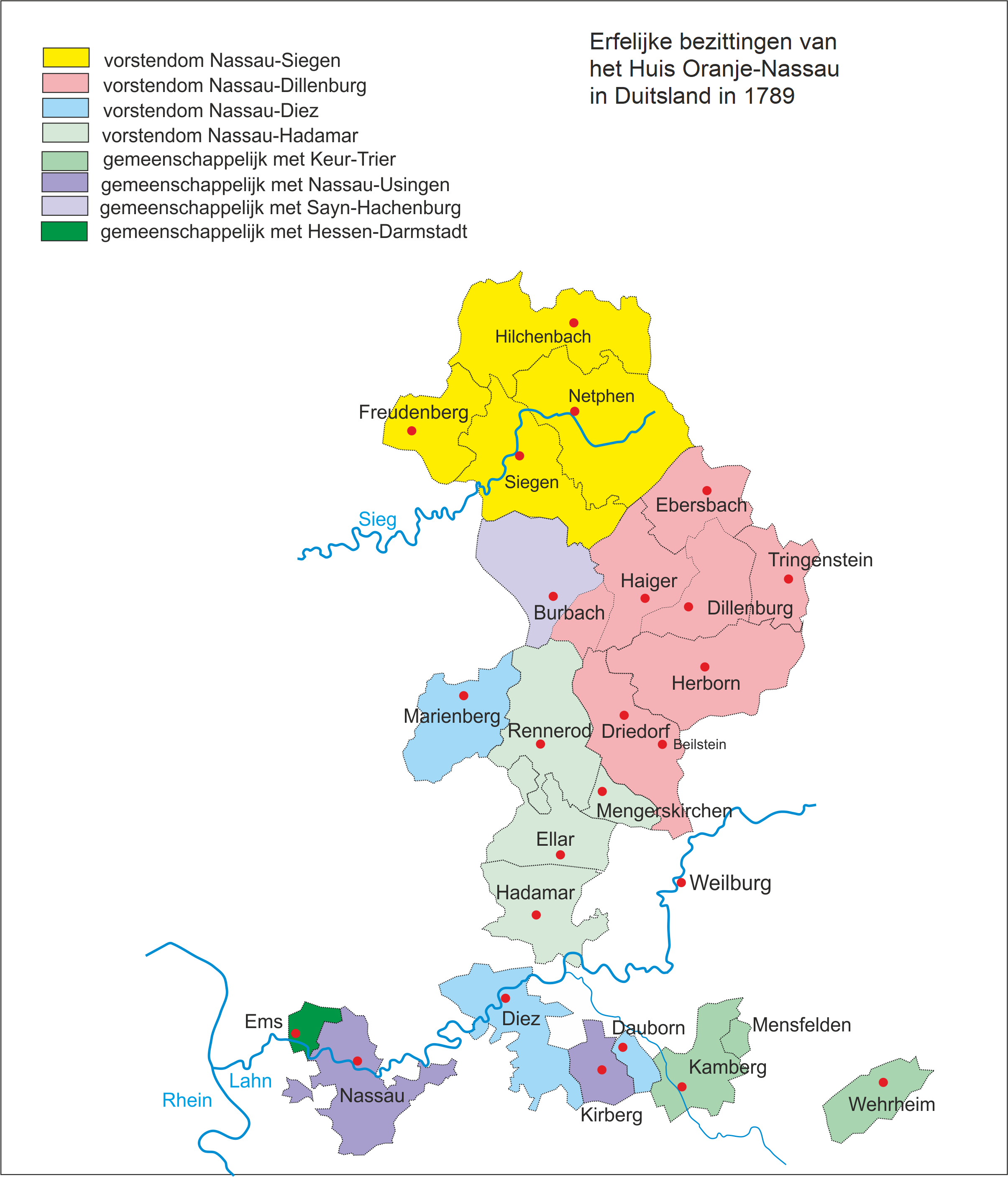
kaart van Nassau-Oranien met de vorstendommen en ambten in 1789

| Regering          | Naam      | Geboren | Overleden                      | Familie                    |
| ----------------- | --------- | ------- | ------------------------------ | -------------------------- |
| 1303-1334         | Emico I   | ?       | 7-6-1334                       | zoon van Otto I van Nassau |
| 1334-1364/65      | Johan     | ?       | tussen 12-11-1364 en 20-1-1365 | zoon van Emico I           |
| 1337-1359         | Emico II  | ?       | 1-3-1359                       | zoon van Emico I           |
| 1364/65-vóór 1369 | Hendrik   | ?       | vóór 1369                      | zoon van Johan             |
| 1364/65-1394      | Emico III | ?       | na 21-6-1394                   | zoon van Johan             |

## Graafschap en vorstendom Nassau-Hadamar (1607-1711)
De tweede tak Nassau-Hadamar ontstond na het overlijden van Jan van Nassau (1535-1606). Het graafschap Nassau-Dillenburg wordt dan verdeeld onder zijn vijf zonen, waarbij Johan Lodewijk het graafschap Hadamar erft. Zo ontstaat er weer een huis Nassau-Hadamar. Het graafschap behoorde tot de Nederrijns-Westfaalse Kreits.
In 1643 verkoopt de graaf de heerlijkheid Esterau met de voogdij Isselbach en Eppenrod aan veldmaarschalk Peter Melander. Hieruit ontstaat het rijksgraafschap Holzappel. Op 8 januari 1650 wordt Johan Lodewijk tot rijksvorst verheven.

### Na 1711
In 1711 sterft Nassau-Hadamar uit met Frans Alexander, waarna het graafschap aan de gezamenlijke takken Nassau-Siegen, Nassau-Dillenburg en Nassau-Dietz valt. Van 1711 tot 1739 treedt vorst Christiaan van Nassau-Dillenburg op als regent. Na 1743 wordt het bestuurd als een ambt binnen het herenigde vorstendom.
De Rijnbondakte van 12 juli 1806 stelt het graafschap Hadamar onder de soevereiniteit van het groothertogdom Berg: de mediatisering. In 1808 verliest de prins van Oranje ook de laatste rechten wegen zijn verzet tegen Napoleon. Na de nederlagen van Napoleon kan de prins van Oranje het land in 1813 weer in bezit nemen. In het verdrag van 31 mei 1815 staat hij echter al zijn Duitse bezittingen af aan het koninkrijk Pruisen. Pruisen staat het voormalige vorstendom Hadamar nog dezelfde dag af aan het hertogdom Nassau.

### Gebied van het vorstendom
Het vorstendom Hadamar bestond uit de ambten Hadamar, Rennerod, Mengerskirchen (sinds 1621) en Ellar. Bij de opdeling van de heerlijkheid Beilstein in 1782 werd het ambt Mengerskirchen uitgebreid met de parochies Nenderoth en Niedershausen.
Literatuur: A.J. Weidenbach: Nassauische Territorien (1870).

### Regenten
| regering  | naam            | geboren   | overleden | familie                        |
| --------- | --------------- | --------- | --------- | ------------------------------ |
| 1606-1653 | Johan Lodewijk  | 2-8-1590  | 10-3-1653 |                                |
| 1653-1679 | Maurits Hendrik | 24-4-1626 | 24-1-1679 | zoon                           |
| 1679-1711 | Frans Alexander | 27-1-1674 | 27-5-1711 | zoon                           |
| 1711-1739 | Christiaan      |           |           | van Nassau-Dillenburg (regent) |